# Meghann Shaughnessy
Meghann Shaughnessy (ur. 13 kwietnia 1979 w Richmond, Wirginia) – tenisistka amerykańska, reprezentantka w Pucharze Federacji, zwyciężczyni turnieju Masters w grze podwójnej.

## Kariera tenisowa
Jest zawodniczką praworęczną, z oburęcznym bekhendem oraz mocnym serwisem. Ma za sobą udaną karierę juniorską, uwieńczoną finałem w French Open w 1996. W kwietniu t.r. rozpoczęła karierę zawodową; już w swoim pierwszym podejściu do eliminacji turnieju WTA Tour w Budapeszcie awansowała do turnieju głównego, a w nim osiągnęła ćwierćfinał. W 1998 po raz pierwszy znalazła się w najlepszej setce rankingu, rok później osiągnęła pierwszy półfinał turniejowy (Bogocie); w 2000 wygrała turniej w Szanghaju, pokonując w finale reprezentantkę Uzbekistanu Irodę Tulyaganovą.
Najlepszy w jej karierze był rok 2001. Wygrała turniej w Quebecu, była w finałach w Scottsdale i Hamburgu oraz półfinałach w Gold Coast i Stanford. W turniejach wielkoszlemowych po raz pierwszy była w IV rundzie (1/8 finału), na Wimbledonie i French Open. Pokonała m.in. klasyfikowane w najlepszej piątce na świecie Conchitę Martínez, Monicę Seles i Venus Williams. Wystąpiła w turnieju Masters (WTA Tour Championships). We wrześniu 2001 osiągnęła najwyższą pozycję w rankingu w karierze – nr 11. Sezon zakończyła na miejscu nr 12.
W styczniu 2002 po awansie do finału w Sydney wyrównała swoją najlepszą lokatę w rankingu (11 WTA). Dalsza część sezonu była dla niej nieco mniej udana – pokonała wprawdzie wysoko notowane Jelenę Dokić i Serenę Williams oraz grała w czterech ćwierćfinałach turniejowych, ale w rankingu obsunęła się na koniec roku na pozycję nr 30. Do czołowej dwudziestki powróciła w 2003, m.in. dzięki wygranemu turniejowi (Canberra) i pierwszemu w karierze ćwierćfinałowi wielkoszlemowemu (Australian Open). Rok 2004 zakończyła na miejscu nr 40 na świecie, a 2005 – nr 66. W 2005 była w finale turnieju w Memphis; w półfinale pokonała Czeszkę Nicole Vaidišovą 7:6(8), 7:6(6), zdobywając w tym meczu 22 punkty asami serwisowymi, w finale przegrała z Rosjanką Wierą Zwonariewą.
Meghann Shaughnessy odnosi także znaczące sukcesy w grze podwójnej. Do końca 2005 wygrała dwanaście turniejów zawodowych, w dalszych dziewięciu osiągając finały. Pierwszy turniej wygrała w 2000 w Québecu w parze z Australijką Nicole Pratt. Najlepszy sezon w karierze deblowej zaliczyła w 2004, kiedy razem z Rosjanką Nadieżdą Pietrową wygrała siedem turniejów, w tym Miami, Berlin, Rzym i podsumowujący sezon Masters. W marcu 2005 została sklasyfikowana na pozycji nr 4 w rankingu światowym deblistek. W grze mieszanej była półfinalistką Australian Open 2001 i US Open 2006 (z Justinem Gimelstobem oddała mecz walkowerem parze Martina Navrátilová-Bob Bryan) oraz finalistką US Open 2007 (z Leanderem Paesem).
W latach 2002–2003 występowała w zespole narodowym w Pucharze Federacji. Przyczyniła się do awansu do finału tych rozgrywek w 2003, ale w meczu finałowym uległa obu reprezentantkom Francji – Mary Pierce i Amélie Mauresmo. Nigdy nie wystąpiła na Igrzyskach Olimpijskich.
Stosunkowo często Shaughnessy rezygnowała z występów turniejowych z powodu kontuzji. Kontuzje ograniczały jej starty m.in. w trzech kolejnych latach – 2003, 2004 i 2005.

## Historia występów wielkoszlemowych
Legenda
     W, wygrany turniej
     F, przegrana w finale
     SF, przegrana w półfinale
     QF, przegrana w ćwierćfinale
     xR, przegrana w x rundzie
     A, brak startu

### Występy w grze pojedynczej
| Australian Open        | A   | A   | A   | A   | 1R | 1R | 2R | 2R | 3R | QF | 1R | 1R | 1R | 1R | A   | A   | 8-10  |  |  |  |  |  |  |  |  |  |
| French Open            | A   | A   | A   | A   | A  | 1R | 2R | 4R | 1R | 3R | 3R | 1R | 1R | 2R | A   | A   | 9-9   |  |  |  |  |  |  |  |  |  |
| Wimbledon              | A   | A   | A   | A   | A  | 2R | 2R | 4R | 2R | 1R | 3R | 2R | 2R | 1R | A   | A   | 10-9  |  |  |  |  |  |  |  |  |  |
| US Open                | A   | A   | 1R  | A   | 1R | 1R | 3R | 3R | 3R | 4R | 1R | 1R | 2R | 2R | A   | 1R  | 11-12 |  |  |  |  |  |  |  |  |  |
|                        |     |     |     |     |    |    |    |    |    |    |    |    |    |    |     |     |       |  |  |  |  |  |  |  |  |  |
| Ranking na koniec roku | 705 | 425 | 165 | 164 | 72 | 97 | 39 | 12 | 30 | 17 | 40 | 66 | 37 | 53 | 838 | 586 | 38-40 |  |  |  |  |  |  |  |  |  |

### Występy w grze podwójnej
| Australian Open        | A | A | A | A | A  | A  | 2R | QF | A  | QF | 3R | A  | SF | QF | A   | A   | 1R | QF | 0 / 8  | 19-8  |  |  |  |  |  |  |  |
| French Open            | A | A | A | A | A  | 3R | 3R | 3R | A  | 1R | QF | SF | 2R | QF | A   | A   | 1R | 2R | 0 / 10 | 18-10 |  |  |  |  |  |  |  |
| Wimbledon              | A | A | A | A | A  | 2R | 1R | 1R | 3R | 2R | QF | QF | QF | 3R | A   | A   | 2R | 2R | 0 / 11 | 17-11 |  |  |  |  |  |  |  |
| US Open                | A | A | A | A | A  | 2R | 2R | 2R | QF | 1R | 2R | 3R | 2R | QF | A   | 1R  | QF | A  | 0 / 11 | 16-11 |  |  |  |  |  |  |  |
|                        |   |   |   |   |    |    |    |    |    |    |    |    |    |    |     |     |    |    |        |       |  |  |  |  |  |  |  |
| Ranking na koniec roku | - | - | - | - | 62 | 62 | 36 | 14 | 17 | 25 | 6  | 19 | 15 | 17 | 268 | 221 | 34 | 19 | 0 / 40 | 70-40 |  |  |  |  |  |  |  |

### Występy w grze mieszanej
| Australian Open | A | A | A | A | A | A  | A  | SF | A  | A  | A | A  | 2R | 1R | A | A | A | QF | 0 / 4  | 8-4   |  |  |  |  |  |  |  |
| French Open     | A | A | A | A | A | A  | 3R | A  | A  | A  | A | 1R | 1R | QF | A | A | A | 1R | 0 / 5  | 5-5   |  |  |  |  |  |  |  |
| Wimbledon       | A | A | A | A | A | 1R | 1R | 1R | A  | A  | A | A  | 2R | QF | A | A | A | 3R | 0 / 6  | 5-6   |  |  |  |  |  |  |  |
| US Open         | A | A | A | A | A | A  | A  | 1R | 1R | 2R | A | 1R | SF | F  | A | A | A | A  | 0 / 6  | 10-5  |  |  |  |  |  |  |  |
|                 |   |   |   |   |   |    |    |    |    |    |   |    |    |    |   |   |   |    |        |       |  |  |  |  |  |  |  |
|                 |   |   |   |   |   |    |    |    |    |    |   |    |    |    |   |   |   |    | 0 / 21 | 28-20 |  |  |  |  |  |  |  |

## Finały turniejów WTA
| Legenda                     | Legenda |
| --------------------------- | ------- |
| Wielki Szlem                |         |
| Igrzyska olimpijskie        |         |
| WTA Tour Championships      |         |
| 1988 – 2008                 |         |
| Kategoria I                 |         |
| Kategoria II                |         |
| Kategoria III               |         |
| Kategoria IV                |         |
| Kategoria V                 |         |
| 2009 – 2020                 |         |
| WTA Premier Mandatory       |         |
| WTA Premier 5               |         |
| WTA Premier                 |         |
| WTA International Series    |         |
| WTA 125K series (2012–2020) |         |

### Gra pojedyncza 10 (6-4)
| Końcowy wynik | Nr | Data                 | Turniej      | Nawierzchnia    | Przeciwniczka       | Wynik finału  |
| ------------- | -- | -------------------- | ------------ | --------------- | ------------------- | ------------- |
| Zwyciężczyni  | 1. | 22 października 2000 | Szanghaj     | Twarda (hala)   | Iroda Tulyaganova   | 7:6(2), 7:5   |
| Finalistka    | 1. | 4 marca 2001         | Scottsdale   | Twarda          | Lindsay Davenport   | 2:6, 3:6      |
| Finalistka    | 2. | 6 maja 2001          | Hamburg      | Ceglana         | Venus Williams      | 3:6, 0:6      |
| Zwyciężczyni  | 2. | 23 września 2001     | Quebec       | Dywanowa (hala) | Iva Majoli          | 6:1, 6:3      |
| Finalistka    | 3. | 12 stycznia 2002     | Sydney       | Twarda          | Martina Hingis      | 2:6, 3:6      |
| Zwyciężczyni  | 3. | 11 stycznia 2003     | Canberra     | Twarda          | Francesca Schiavone | 6:1, 6:1      |
| Finalistka    | 4. | 19 lutego 2005       | Memphis      | Twarda (hala)   | Wiera Zwonariowa    | 6:7(3), 2:6   |
| Zwyciężczyni  | 4. | 21 maja 2006         | Rabat        | Ceglana         | Martina Suchá       | 6:2, 3:6, 6:3 |
| Zwyciężczyni  | 5. | 26 sierpnia 2006     | Forest Hills | Twarda          | Anna Smasznowa      | 1:6, 6:0, 6:4 |
| Zwyciężczyni  | 6. | 16 czerwca 2007      | Barcelona    | Ceglana         | Edina Gallovits     | 6:3, 6:2      |

### Gra mieszana 1 (0-1)
| Końcowy wynik | Nr | Data            | Turniej | Nawierzchnia | Partner      | Przeciwnicy                   | Wynik finału |
| ------------- | -- | --------------- | ------- | ------------ | ------------ | ----------------------------- | ------------ |
| Finalistka    | 1. | 8 września 2007 | US Open | Twarda       | Leander Paes | Wiktoryja Azaranka Maks Mirny | 4:6, 6:7(6)  |

## Turnieje rangi ITF
| turnieje z pulą nagród 100 000 $ |
| turnieje z pulą nagród 75 000 $  |
| turnieje z pulą nagród 50 000 $  |
| turnieje z pulą nagród 25 000 $  |
| turnieje z pulą nagród 15 000 $  |
| turnieje z pulą nagród 10 000 $  |

### Gra pojedyncza 10 (6-4)
| Rezultat     | Data       | Turniej         | ($)    | Naw.            | Przeciwniczka    | Wynik               |
| Zwyciężczyni | 18/06/1995 | Morelia         | 10 000 | Twarda          | Joëlle Schad     | 6:4, 1:6, 7:6(3)    |
| Zwyciężczyni | 25/06/1995 | Toluca          | 10 000 | Twarda          | Renata Kolbovic  | 6:3, 6:2            |
| Finalistka   | 26/11/1995 | São Paulo       | 10 000 | Twarda          | Andrea Vieira    | 2:6, 1:6            |
| Finalistka   | 10/12/1995 | São Paulo       | 10 000 | Twarda          | Katalin Marosi   | 0:6, 2:6            |
| Zwyciężczyni | 17/12/1995 | São Paulo       | 10 000 | Twarda          | Eugenia Maia     | 6:1, 6:1            |
| Finalistka   | 08/02/1998 | Rogaška Slatina | 25 000 | Dywanowa (hala) | Květa Hrdličková | 2:6, 6:3, 4:6       |
| Zwyciężczyni | 14/06/1998 | Soczi           | 50 000 | Twarda          | Fabiola Zuluaga  | 7:6(3), 6:7, 6:2    |
| Finalistka   | 31/10/1999 | Dallas          | 50 000 | Twarda          | Nana Miyagi      | 6:4, 2:6, 1:3 krecz |
| Zwyciężczyni | 09/04/2000 | West Palm Beach | 75 000 | Ceglana         | Henrieta Nagyová | 4:6, 7:5, 7:6(4)    |
| Zwyciężczyni | 30/04/2000 | Sarasota        | 75 000 | Ceglana         | Kristina Brandi  | 6:1, 6:3            |

### Gra podwójna 2 (2-0)
| Rezultat     | Data       | Turniej     | ($)    | Naw.    | Partnerka          | Przeciwniczki                    | Wynik    |
| Zwyciężczyni | 06/12/1998 | Guadalajara | 25 000 | Ceglana | Lindsay Lee-Waters | Miriam d’Agostini Katalin Marosi | 6:1, 6:3 |
| Zwyciężczyni | 30/04/2000 | Sarasota    | 75 000 | Ceglana | Sandra Cacic       | Evie Dominikovic Amanda Grahame  | 6:4, 6:2 |

## Występy w Turnieju Mistrzyń

### W grze pojedynczej
| Rok  | Rezultat | Przeciwniczka | Wynik       |
| 2001 | 1R       | Jelena Dokić  | 6:7(4), 2:6 |

### W grze podwójnej
| Rok  | Rezultat   | Partnerka         | Przeciwniczki            | Wynik    |
| 2004 | Zwycięstwo | Nadieżda Pietrowa | Cara Black Rennae Stubbs | 7:5, 6:2 |

## Finały juniorskich turniejów wielkoszlemowych

### Gra pojedyncza (1)
| Końcowy wynik | Rok  | Turniej     | Nawierzchnia | Przeciwniczka   | Wynik finału |
| Finalistka    | 1996 | French Open | Ceglana      | Amélie Mauresmo | 0:6, 4:6     |